# Riba-roja d'Ebre

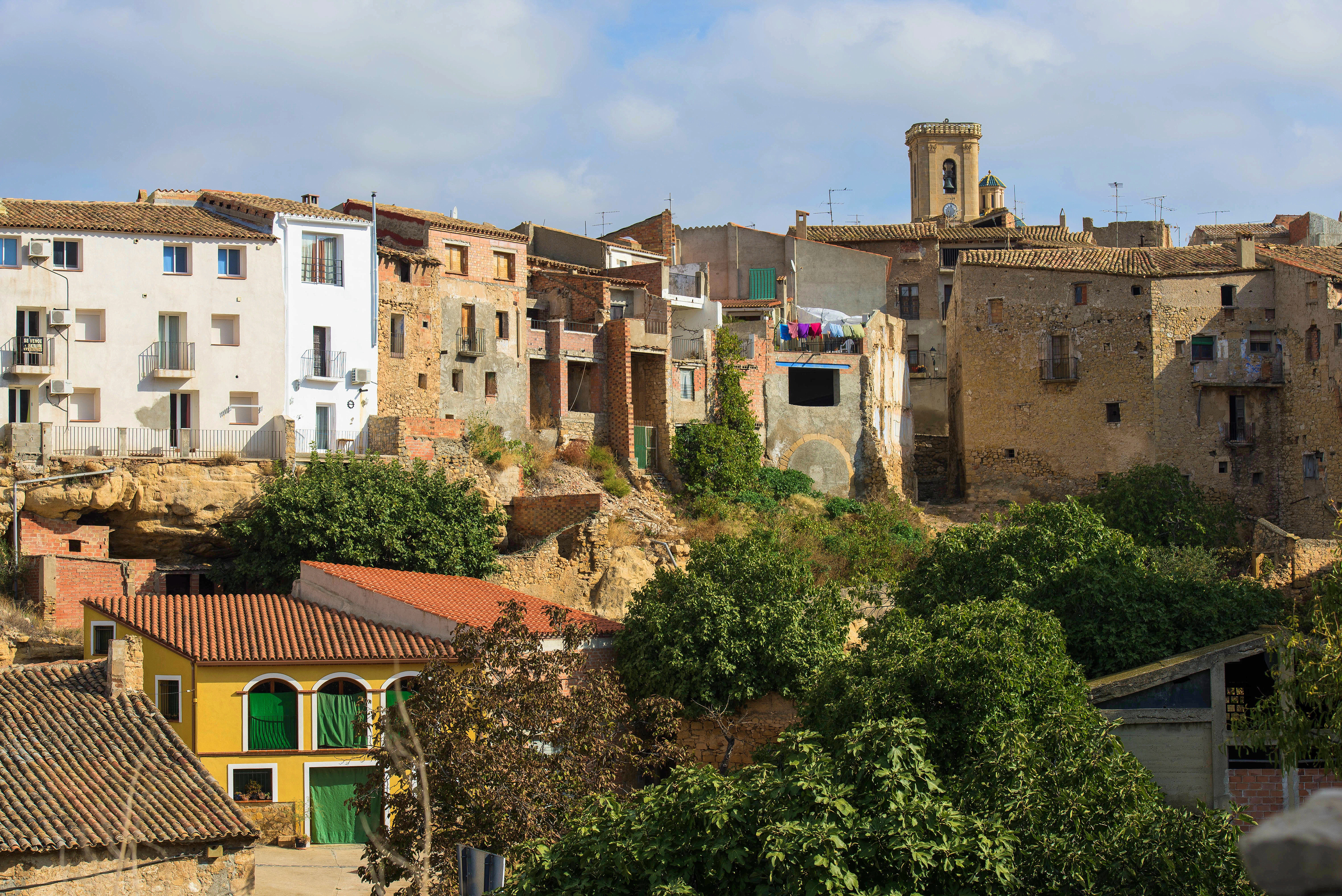
Vistes poble

Riba-roja d'Ebre és una vila i municipi de la comarca de la Ribera d'Ebre.

## Geografia
- Llista de topònims de Riba-roja d'Ebre (Orografia: muntanyes, serres, collades, indrets..; hidrografia: rius, fonts...; edificis: cases, masies, esglésies, etc).

El municipi de Riba-roja ocupa una extensió de 99,14 km 2 i és situat al NW de la comarca, a banda i banda de l'Ebre, des de poc després de la seva confluència amb el Segre fins al pantà de Flix. Limita amb els termes d'Almatret (N) i Maials (NE), del Segrià, amb Flix (E) i Ascó (al SE, per un petit sector), amb els municipis de la Terra Alta de la Fatarella, Vilalba dels Arcs (ambdós al S) i la Pobla de Massaluca (SW), i amb Faió (W), del Matarranya.
El municipi comprèn les valls de diversos barrancs que aporten les seves aigües a l'Ebre, que dins el terme dibuixa un parell de meandres. En general, la divisòria amb els termes veïns coincideix amb petites carenes que són, alhora, divisòria d'aigües. Des del vèrtex de tramuntana, la punta de la Font, el termenal baixa per llevant pel Pla de la Sària (395 m), el Coll Roig, la partida de Nulles i la punta de Vall de Sang (286 m) fins a l'Ebre. A la dreta del riu, aquest mateix termenal cor-re per la serra de la Fatarella fins a la punta de l'Home (552 m), aleshores torç vers ponent i fent de divisòria meridional passa per la partida de Pontils i arriba als Mollons (361 m) i al Rouret. A partir d'aquí, el termenal es dirigeix vers tramuntana pel cap de la Costa de la Pobla de Massaluca (328 m) i, ja a l'esquerra de l'Ebre, pels Escambrons, el primer dels quals, la tossa dels Escambrons (361 m), a la partió amb el terme de Faió, i el segon o puntal dels Escambrons (490 m) a la divisòria amb Almatret.
Els barrancs principals de la riba esquerra són el de les Valls, amb el de Maials i el de Sant Joan, que hi aflueixen, a més del barranc de la Sabatera i del de les Deveses; el barranc de Valldumbrén, que neix sota el tossal de Valldumbrén (al SE del Puntal, 484 m), de 271 m; el barranc de la Vall de les Penyes, el barranc de Vallmolla i el barranc de la Vall de Bus, paral·lel al qual corre el camí de la Vall de Bus. A la dreta de l'Ebre trobem el barranc de Berrús, el de les Segues, el de Sant Francesc, el barranc dels Valencians, que, amb el de la Madona, forma el de Valldabelles, i el barranc de Montserrat.
L'Ebre, que travessa el terme, passa encaixat entre plataformes tabulars calcàries que han facilitat la construcció del pantà de Riba-roja, els voltants del qual han estat declarats espai d'interès natural. La resclosa d'aquest pantà és construïda aigua amunt de la vila; la cota de la coronació és de 76 m d'altitud i la màxima autoritzada de 70 m, l'alçada de la resclosa de 34 m i la llargada de 662 m. El pantà té 38 km de llargada i una superfície de 2.029 ha (arriba fins a l'aiguabarreig amb el Matarranya), amb una capacitat de 267 milions de m3. La central hidroelèctrica entrà en funcionament a la fi del 1967.
El municipi comprèn, a més de la vila de Riba-roja, la capella de Santa Magdalena, de l'antic poble de Berrús, i la de Santa Madrona. Per la vora dreta del riu corre, paral·lela a aquest, una carretera que prové de Flix i que, ja fora del terme, es bifurca vers la Pobla de Massaluca i Faió
El ferrocarril de Barcelona a Madrid, que té estació al cap de municipi, segueix pràcticament el mateix traçat de la carretera. El 1997 s'inaugurà al costat de la vila el pont de més arcada de tot Catalunya. L'obra, que fa 350 m de llargada, forma part de les millores en la infraestructura viària previstes pel Pla d'Emergència Nuclear de Tarragona (PENTA).

## Demografia
| 1497 f | 1515 f | 1553 f | 1717 | 1787 | 1857  | 1877  | 1887  | 1900  | 1910  |
| ------ | ------ | ------ | ---- | ---- | ----- | ----- | ----- | ----- | ----- |
| 5      | 38     | 62     | 191  | -    | 1.796 | 1.869 | 1.933 | 2.093 | 2.192 |

| 1920  | 1930  | 1940  | 1950  | 1960  | 1970  | 1981  | 1990  | 1992  | 1994  |
| ----- | ----- | ----- | ----- | ----- | ----- | ----- | ----- | ----- | ----- |
| 2.491 | 1.853 | 1.511 | 1.626 | 3.041 | 2.288 | 2.107 | 1.720 | 1.597 | 1.597 |

| 1996  | 1998  | 2000  | 2002  | 2004  | 2006  | 2008  | 2010  | 2012  | 2014  |
| ----- | ----- | ----- | ----- | ----- | ----- | ----- | ----- | ----- | ----- |
| 1.472 | 1.425 | 1.350 | 1.334 | 1.350 | 1.353 | 1.328 | 1.336 | 1.316 | 1.195 |

| 2016  | 2018  | 2020  | 2022  | 2024  | 2026 | 2028 | 2030 | 2032 | 2034 |
| ----- | ----- | ----- | ----- | ----- | ---- | ---- | ---- | ---- | ---- |
| 1.156 | 1.112 | 1.110 | 1.131 | 1.128 | -    | -    | -    | -    | -    |

## Població i Economia
Al fogatjament del 1358 hi havia 23 focs a la població (riba-rojans o riba-rogencs); en el dimanat de la cort de Cervera, Riba-roja, que pertanyia a la comanda d'Ascó, tenia 17 focs. El 1553 hi havia 62 focs i els habitants havien augmentat fins a 1.051 el 1830 i 1.887 el 1860. La població encara augmentà fins al 1920 (2.491 h), any a partir del qual començà a patir una davallada progressiva que portà als 1 626 h comptabilitzats el 1950. Durant els anys posteriors la població es duplicà gràcies a la construcció del pantà. Un cop acabat, i assolida la màxima demogràfica (4.186 h el 1965), la població tornà a minvar ràpidament fins a 2.288 h el 1970. A partir d'aquesta data la població ha patit una contínua tendència decreixent (2.104 h el 1981, 1.607 el 1991, 1.310 el 2001 i 1.357 el 2005).
El pes de les activitats agràries és poc significatiu. El secà ocupa la major part de la superfície agrària utilitzada i el regadiu, tot i haver guanyat terreny, no té la mateixa importància que en altres municipis riberencs, malgrat els avantatges aportats per la construcció del pantà de Ribaroja i l'aparició de diverses societats de regants. Domina per sobre de qualsevol altre conreu l'olivera, seguida de lluny per l'ametller i els arbres fruiters (principalment presseguer i cirerer).
La vinya, l'avellaner i l'ordi (antigament els cereals havien estat força importants) han quedat reduïts a una petita extensió. La ramaderia, poc important, és diversificada (aviram, cria de bestiar oví, porcí i de conills).
La indústria, que ha perdut actius en la dècada del 1990 en benefici dels serveis (que han esdevingut el principal sector d'ocupació), es limita a les activitats desenvolupades per la central hidroelèctrica del grup ENHER (ENDESA) i la Cooperativa Agrícola de Riba-roja (1949), dedicada fonamentalment a la producció d'oli i conserves d'olives, així com a la presència d'alguns petits tallers de confecció. També cal notar que una part important de la població treballa a les indústries dels municipis propers, principalment Flix.
S'han fet esforços per a aprofitar turísticament el tram riba-rojà del riu, que permet la pràctica de la pesca i de diversos esports nàutics, fet que resulta una bona alternativa per al desenvolupament econòmic del terme. Entre l'oferta d'allotjament destaca la presència d'un càmping.

## Història

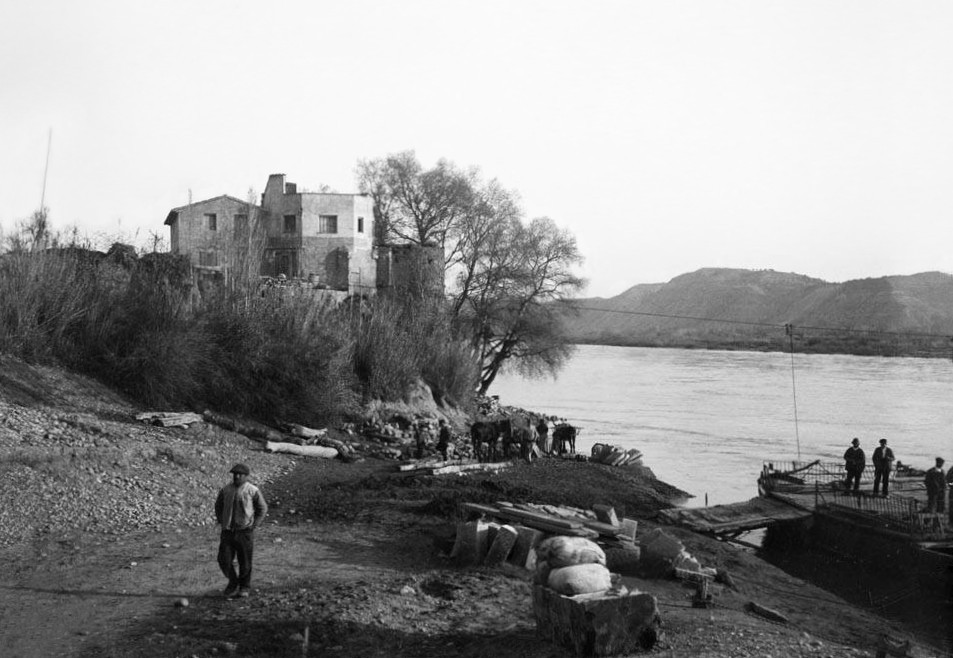
Barca de Riba-roja d'Ebre. Març de 1901

Riba-roja és una població sorgida de la conquesta cristiana. Al terme hi ha, però, vestigis de poblament d'origen prehistòric i romà. A la vila s'hi han trobat restes de ceràmica musulmana i encara es conserven alguns topònims que es remunten a l'època de domini sarraí (bé que també poden ser posteriors a la conquesta, ja que, en gran part, la població sarraïna hi restà). El lloc, i els propers de la Ribera d'Ebre i de la Terra Alta, fou conquerit en temps de Ramon Berenguer IV i bé que en principi, el 1153, restà exclòs de la dotació de Miravet als templers, al cap de pocs anys fou donat en senyoria a aquest orde militar, que el vinculà a la seva comanda d'Ascó. El rei Alfons el Cast el 1169 empenyorà el castell de Riba-roja al mestre templer Arnau de Torroja (alhora que li empenyorava també els castells d'Ascó i de Seròs). La donació plena a l'orde del Temple l'efectuà l'esmentat sobirà el 1181. Aquest any donà als templers el castell i la vila d'Ascó i l'alou de Riba-roja, amb el seu castell i la seva vila i amb tots els seus termes i pertinences, excepte la jurisdicció eclesiàstica, la protecció de la qual el rei es reservava.

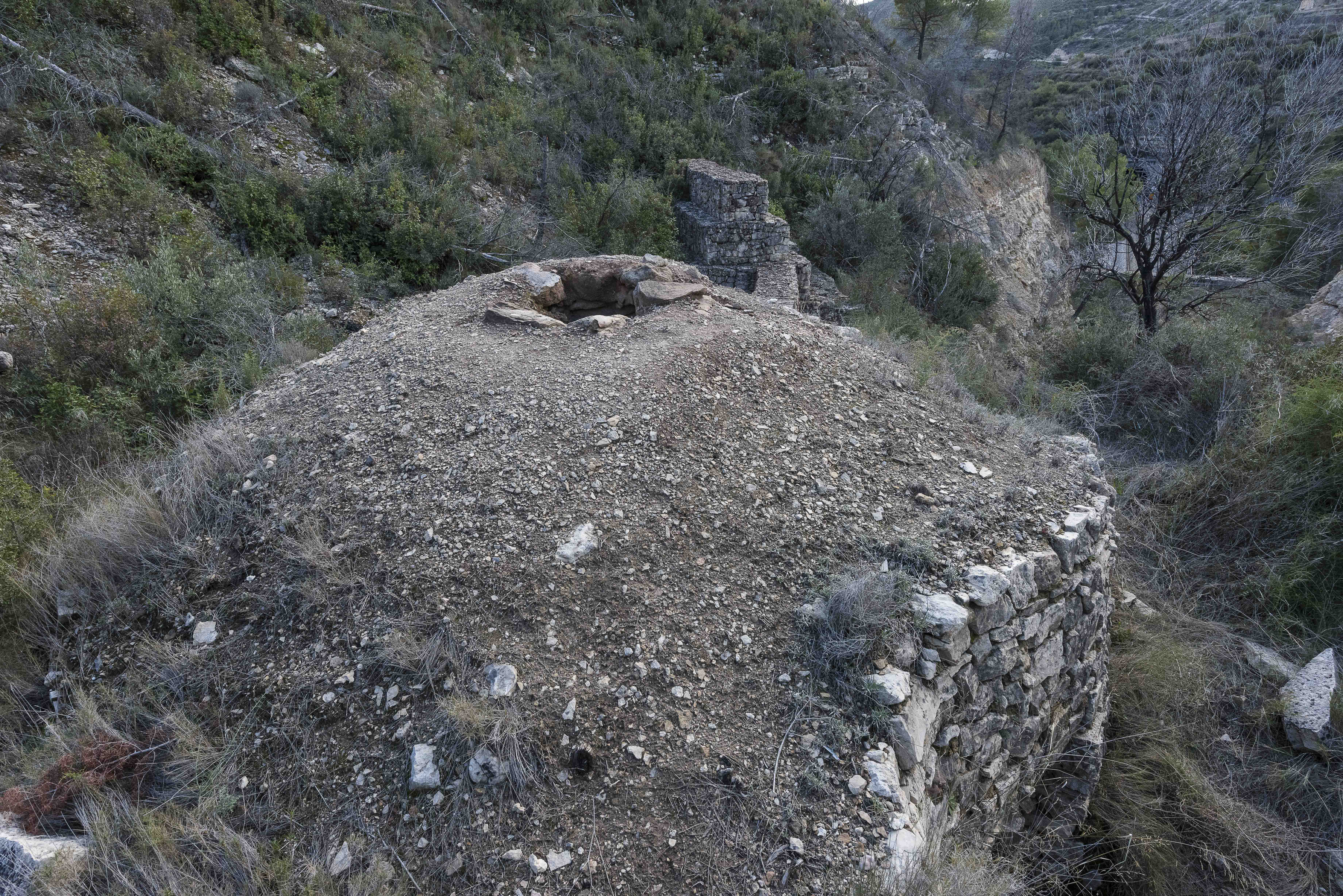
Forn d'Oli de Ginebre de Riba-roja d'Ebre

Al lloc, anteriorment, sembla que hi havia intervingut el bisbe de Tortosa, ja que el 1167 és documentat que aquest, que aleshores era Ponç de Tortosa, cedí unes rendes del castell i unes terres si els cristians hi bastien una església. Aquesta subjecció eclesiàstica, doncs, es mantingué i així trobem que el 1185, quan el lloc ja era del ple domini dels templers, aquests convingueren amb el bisbe de Tortosa que si l'orde fundava poblacions en el terme d'Ascó i de Riba-roja i hi establia esglésies parroquials, hi tindria la tercera part dels delmes, mentre que la resta seria del bisbe i de la canònica de Tortosa. Sembla que és devers aquest any que es projectà efectivament la repoblació d'aquests llocs. Com les altres possessions dels templers, a l'extinció d'aquest orde Riba-roja passà a pertànyer a l'orde dels hospitalers, sempre dependent de la comanda d'Ascó. El lloc pertanyé als hospitalers fins a l'exclaustració al segle xix.
Al segle xiii la repoblació de Riba-roja continuà i és mencionada en alguns documents. El 1223 el rei signà convinences amb els templers sobre el lloc. En temps de Jaume I el lloc es veié perjudicat per les lluites entre els Entença i els templers. El 1288 els primers corregueren el territori i hi feren malvestats. En aquests anys, el 1289, se cita la titulada comanda de Riba-roja, a càrrec de Berenguer de Vallverd; sembla, tanmateix, en opinió de Miret i Sans, que només era una dependència de la comanda d'Ascó. D'aquest segle, i també del precedent, s'han trobat al castell padellassos de ceràmica aràbiga de motius delicats i decoració finíssima. A la primeria del segle següent, els Entença pactaren amb el sobirà i aquest demanà al castlà de Riba-roja que hostatgés dignament els Entença al castell. Extingits els templers, els hospitalers no prengueren possessió de Riba-roja fins al 1349. L'any anterior la pesta causà moltes morts. Durant la guerra contra Joan II els hospitalers gravaren amb nous censos i impostos la població, a causa de les despeses del conflicte. Els documents de l'època parlen d'uns ports al riu, sota el castell.
A la primeria del segle XVI els Reis Catòlics passaren per la vila; aleshores es produí un eixample de la població, es bastiren muralles noves i un portal nou. L'expulsió dels moriscs, decretada a la primeria del segle xvii, no afectà greument Riba-roja. En temps de Felip IV de Castella els hospitalers, senyors de Riba-roja, protestaren per la centralització dels Habsburg. Amb la comanda d'Ascó, la població participà en la guerra dels Segadors. Es registren pestes els anys 1629, 1648 i 1659. Al segle següent, passada la guerra de Successió i avançat el segle, es bastí una nova església, barroca, i es registraren diverses obres en cases de la vila, en un moment de màxima puixança demogràfica i de prosperitat econòmica. El 1821 la vila s'independitzà de la senyoria dels hospitalers.
Riba-roja patí les malvestats de les guerres Carlines i posteriorment, molt més tràgicament encara, les de la guerra civil de 1936-39 a causa de la proximitat de la llarga i dificultosa batalla de l'Ebre, a l'inici de la qual la vila fou ocupada per les forces republicanes (25 de juliol de 1938) que, llevat dauna breu ocupació franquista, no l'abandonaren fins a la fi dels combats (17 de novembre).

## Llocs d'interés
- El pantà de Riba-roja, que inclou la resclosa i la central hidroelèctrica que es van acabar de construir el 1966, és un dels enclavaments més destacables en el context de la pesca esportiva, tant pel que fa a singularitat com a abundància.

El context de l'embassament, envoltat d'un conglomerat de muntanyes, valls, barrancs i entrades fluvials de gran bellesa. Acull variats ecosistemes i permet també la pràctica de la navegació a vela, rem o piragüisme. Destaca a la zona la presència del Càmping Riba-roja i de diverses empreses que permeten el lloguer d'embarcacions, localitzades en el port fluvial de Sant Francesc. Com a curiositat, en el tram aragonès emergeix el campanar de l'antic poble de Faió.
- Riba-roja d'Ebre és el primer nucli de població que es troba l'Ebre en entrar a Catalunya. El seu conjunt medieval, que es va anar creant al voltant del castell templer, fou l'avantguarda en la lluita contra els sarraïns. L'evolució històrica de la zona, amb petjades dels esmentats templers –i posteriorment els hospitalers- i els sarraïns, ha afavorit la configuració del nucli, on destaquen, a banda de les restes del castell, la presó, el molí i el mirador de la Pena, a més de diverses portalades del segle xvii. La franja fluvial constitueix una de les millors siluetes dels nuclis de població situats a la vora de l'Ebre. La zona acull diverses cases pairals d'interès, com Ca Janot i Ca Morício. Es localitzen sobre el nucli antic el Calvari i el mirador de la Roca de la Campana.

- L'Església parroquial de Sant Bartomeu, d'estil barroc tardà, va ser construïda pels hospitalers cap al s. XVIII sobre una construcció prèvia (concretament va ser finalitzada el 1789). Amb absis poligonal, transsepte acabat en absidioles poligonals i cúpula sobre el creuer, sobre la façana del temple –de gran bellesa- s'alça el campanar de planta quadrada que va ser finalitzat el 1798.

- L'Ermita de Berrús (Romànica), dedicada a Santa Magdalena i antiga església del desaparegut poble de Berrús, va ser traslladada pedra a pedra des de l'emplaçament original al llarg de la construcció del pantà. Centra un espai de gran bellesa natural i un espai de lleure que inclou refugi i berenadors, a més d'una font. Les vistes de l'àrea cobreixen bona part de la Ribera, la Terra Alta, el Matarranya i el Baix Cinca. Acull un romiatge el dilluns de Pasqua, i en altres jornades acull també els veïns de la Pobla de Massaluca i Vilalba dels Arcs, poblacions de la Terra Alta.

- L'Ermita de Santa Madrona, construïda vers l'any 1900. Té un portal amb escut treballat en pedra que recorda la llegenda de la Santa. Localitzada en una elevació singular sobre el riu, disposa de magnífiques vistes i acull un romiatge dels veïns de la població que constitueix a efectes pràctics una mena d'inici simbòlic de la primavera.

- La Garita és una torrassa de vigilància medieval, localitzat en un punt amb atractives vistes sobre el nucli de Riba-roja i el seu terme municipal, així com el nord de la Ribera i la zona del Montsant (Priorat). Es complementa amb una àrea de lleure de recent creació.[2]

## Festes
Al mes de gener hi ha la Festa de Sant Antoni amb fogueres i àpats.
Al febrer té lloc la Festa de Santa Àgueda, festa de les dones declarada festa d'interès comarcal organitzada per les dones del poble, ha esdevingut la Festa Major d'hivern de la població a causa del gran nombre de persones que hi participen i d'actes que s'hi celebren. Des del seu naixement, el 5 de febrer de 1986, ha estat una iniciativa que s'ha escampat per bona part dels municipis de la comarca. També té lloc el carnestoltes amb rua infantil i ball de disfresses.
Festa de la dona. Declarada d'interès comarcal, inclou l'elecció de l'alcaldessa i regidores, Missa i processó, berenar popular (servit pels senyors del poble), ball i activitats culturals diverses. Constitueix un punt de trobada de totes les dones naturals de Riba-roja.
La clotxa és un plat tradicional de la cuina de la Ribera d'Ebre i de la Terra Alta, i es menja principalment al camp, en trobades i en manifestacions col·lectives. La festa local on anualment es divulga aquesta menjada i es convoca veïns i visitants –amb un èxit creixent- té lloc a l'àrea de lleure de l'embassament el dia 1 de Maig.
Als mesos de març i abril tenen lloc els romiatges a les ermites de Santa Madrona i Berrús. Al mes de maig se celebra la festa de la clotxa, i al juliol la festa dels Quintos.
A l'agost té lloc la festa del Barri de “Santo Domingo”, la trobada de puntaires i la gran Festa Major amb actes religiosos, curses, festa del riu, ball, teatre, concerts, correfoc.
El correfoc de Riba-roja constitueix un dels principals esdeveniments del món del foc al conjunt de l'Ebre i és el que tanca la Festa Major. Inclou una representació inspirada en elements de la història local (els templers) i de tipus mitològic.  Es balla a la plaça  la jota de Riba-roja, recuperada i consolidada. El pa beneït es distribueix a totes les festes importants.

## Alcaldes[3]
- Antonio Suárez Franquet (Junts, 2011- actualitat)
- José Luis Aparicio Escorza (PSC; 1999-2011)
- Josep-Sebastià Cid Català (CiU, 1995-1999)
- José Luis Aparicio Escorza (PSC; 1983-1995)
- José María Castellví Garcia (UCD; 1979-1983)[4]

## Personalitats
- Rafael Foguet Ambrós, químic.
- Pilar Romera i Aguilà, escriptora.